# 恐貓屬
恐貓（Dinofelis）是後貓族下的一屬。牠們廣泛分佈在歐洲、亞洲、非洲及北美洲，估計屬於最少500-120萬年前。在洛沙岡亦有發現非常似恐貓的化石，可以追溯至800萬年前的中新世末期。

## 物種
現時已知的恐貓物種如下：
- 怖恐猫 Dinofelis aronoki Werdelin & Lewis, 2001：於東非發現，從巴羅刀齒恐貓中分裂出來。
- 巴氏恐猫 Dinofelis barlowi Broom, 1937，巴羅刀齒恐貓：於南非發現。
- 冠恐猫 Dinofelis cristata Falconer & Cautley, 1836，於中國發現的阿氏恐貓（D. abeli）为其异名。
- 达氏恐猫 Dinofelis darti Toerien, 1955：於南非發現。
- 间恐猫 Dinofelis diastemata Astre, 1929：於歐洲發現。
- 古虎恐猫 Dinofelis paleoonca Meade, 1945：於北美洲發現。
- 佩氏恐猫 Dinofelis petteri Werdelin & Lewis, 2001：於東非發現。
- 皮氏恐貓 Dinofelis piveteaui Ewer, 1955：於南非發現。
- 魏氏恐猫 Dinofelis werdelini Jiangzuo, Rabe, Abella, Govender & Valenciano, 2023[1]

- Dinofelis sp. "Langebaanweg"
- Dinofelis sp. "Lothagam"

## 描述
恐貓的體型介於現存的獅子與豹之間，多數成員大小接近美洲豹（肩高約 70cm，體重約 120kg），具有劍齒以及較現今貓科粗壯許多的前足。
由古生物學家Serge Legendre與Claudia Roth針對兩個樣本所估算的體重。第一個樣本體重約 31.4（69磅），第二個樣本體重約  87.8（190磅）。
恐貓的犬齒較現存的貓科長而扁平，但沒有劍齒虎這麼長。因此恐貓與獵虎的犬齒常被稱為「偽劍齒」（不過恐貓與獵虎並非近親，分別屬於不同的科別）。恐貓的裂肉齒並沒有如獅子或現存其他貓科發達。
恐貓可能偏好棲息於森林，動物行為學家William Allen等人認為牠們身上可能具有如豹的斑點或是如虎的條紋。

## 古生物學
恐貓壯碩的身體代表牠們可能跟美洲豹一樣適合多種棲息地，包括森林或是較開闊的濕地等。
恐貓的獵物包括猛犸象幼崽、乳齒象以及巧人。不過針對斯泰克方丹出土化石的碳同位素分析顯示，恐貓仍然以狩獵大型草食動物為主。當時巧人主要的天敵可能為豹和巨頦虎，同樣來自於碳同位素分析的結果。
在南非，恐貓和狒狒的化石常常一起發現。恐貓與非洲南方古猿的化石也在數個考古地點一起被發現。另外，在恐貓的化石旁也曾發現過傍人的顱骨化石，其上有犬齒造成的傷痕。這代表恐貓可能以當時這些靈長類為食，然而碳同位素的分析認為這些只是少數特例。
冰河期開始造成的森林衰退可能是恐貓絕種的主要原因。

## 大眾文化
出現在英國BBC紀錄片《與野獸共舞》第4集中，作為非洲南方古猿的主要天敵。

## 其他文獻
- Haines, Tom & Chambers, Paul (2006): The Complete Guide to Prehistoric Life: 181. Firefly Books Ltd., Canada.
- Werdelin, Lars & Lewis, Margaret E. (2001): A revision of the genus Dinofelis (Mammalia, Felidae). Zool. J. Linn. Soc. 132(2): 147–258. doi:10.1006/zjls.2000.0260 (HTML abstract)